# Râul Caliuha
Râul Caliuha este un curs de apă, afluent al râului Suceava în județul Suceava,el fiind singurul râu din localitatea Vicovu de Jos care nu se varsă în râul Remezeu.   

## Hărți
- Harta județului Suceava
- Harta Obcinele Bucovinene  Arhivat în 30 iulie 2009, la Wayback Machine.